# Cantó de Villeneuve-d'Ascq-Nord
El cantó de Villeneuve-d'Ascq-Nord és una divisió administrativa francesa, situada al departament del Nord i la regió dels Alts de França.

## Composició
El cantó de Villeneuve-d'Ascq-Nord fou creat el 1994 com una de les divisions de la comuna de Villeneuve-d'Ascq

## Història
| Date d'elecció                        | Identitat     | Partit |
| ------------------------------------- | ------------- | ------ |
| 1998-                                 | Didier Manier | PS     |
| Les dades anteriors no són conegudes. |               |        |
|                                       |               |        |

## Demografia
| 1962 | 1968 | 1975 | 1982 | 1990 | 1999   | 2006   |
| ---- | ---- | ---- | ---- | ---- | ------ | ------ |
| -    |      |      |      |      | 31.811 | 29.225 |